# Israel Holzwurm
Israel Holzwurm (ca. 1575 bis 1617) war ein in Oberösterreich tätiger Kartograf, ebenso wie sein Bruder Abraham Holzwurm. Bedeutsam ist vor allem ihre Karte Österreichs ob der Enns. Sie war ursprünglich ein Auftrag an Johannes Kepler, als er für die oberösterreichischen Stände als Landschaftsmathematiker in Linz tätig war (Aufrichtung und Verfassung einer Landmappen).
Die Aufgabe wurde aber 1616 wegen Keplers wichtiger Berechnungen für die Rudolfinischen Tafeln an die Brüder Holzwurm übertragen, die an dieser Landkarte drei Jahre beschäftigt waren. Sie arbeiteten wie damals üblich mit freiäugigen Visieren auf Messtischen; für die Entfernungsmessung verwendeten sie nach dem Vorbild französischer Geodäten wahrscheinlich mechanische Schrittzähler und Laufmessräder. Eventuell kam bereits der 1614 von Kepler von den Landständen angeforderte Messwagen zum Einsatz.